# Lynn Merrick
Lynn Merrick, nata Marylin Llewelling (Fort Worth, 19 novembre 1919 – West Palm Beach, 25 marzo 2007), è stata un'attrice statunitense.

## Biografia
Si trasferì negli anni trenta in California dove studiò recitazione e lavorò come modella. Nel 1940 fu tra le tredici ragazze selezionate dalla Motion Picture Publicists Association come "Baby Star", una selezione per promuovere nuove attrici, a imitazione di un analogo concorso che era stato di moda fino a dieci anni prima.
Iniziò così una carriera che la portò a recitare, in meno di dieci anni, più di quaranta film, molti dei quali western con Johnny Mack Brown, Richard Dix, Chester Morris e Warner Baxter. Dal 1948 Merrick lasciò il cinema per recitare nei teatri della Pennsylvania, di New York e del Connecticut. Nel 1955 recitò un ultimo film in Danimarca, Flugten til Danmark, interpretato e diretto da Jackie Coogan, per lavorare nell'industria della moda e dirigere, dal 1967 al 1974, la Barbizon Modeling and Acting School, una nota scuola di New York per aspiranti attrici e modelle.
Lynn Merrick si sposò e divorziò due volte. Il primo marito fu l'attore Conrad Nagel, dal quale divorziò nel 1948. Il secondo fu il produttore Robert Goelet Jr. (1921–1989), conosciuto a Roma e sposato a Parigi il 26 ottobre 1949, dal quale divorziò nel 1956. Goelet era figlio di Fernanda Rocchi (1885-1982), una signora romana che nel 1914 aveva sposato il principe russo Nikolaj Rjabučinskij, nel 1919, dopo il divorzio, aveva sposato il milionario americano Robert Goelet, dal quale divorzierà nel 1924 per sposare il palermitano Vladimir Notarbartolo (1883-1966), duca di Villa Rosa.
Lynn Marrick non ebbe figli e morì nel 2007, a 87 anni, nella sua casa di West Palm Beach, in Florida. Fu cremata e le ceneri disperse nell’Atlantico.

## Filmografia parziale
- Dr. Christian Meets the Women (1940)
- A Missouri Outlaw (1941)
- Death Valley Outlaws (1941)
- The Gay Vagabond (1941)
- Two Gun Sheriff (1941)
- Outlaws of Pine Ridge (1942)
- The Cyclone Kid (1942)
- Youth on Parade (1942)
- Doughboys in Ireland (1943)
- Dangerous Blondes (1943)
- Carson City Cyclone (1943)
- Dead Man's Gulch (1943)
- Boston Blackie Booked on Suspicion (1945)
- Voice of the Whistler (1945)
- Dangerous Business (1946)
- A Close Call for Boston Blackie (1946)
- Io non t'inganno, t'amo! (1948)